# 1997 في أوكرانيا
فيما يلي قوائم الأحداث التي وقعت خلال عام 1997 في أوكرانيا.

## سياسة

### تعيين في المنصب
- 16 يناير – يوليا تيموشينكو نائب الشعب الأوكراني [الإنجليزية]‏.

### انتهاء فترة المنصب
- 2 يوليو – بافلو لازارينكو رئيس وزراء أوكرانيا.

## مواليد

### فبراير
- 7 فبراير – أنهيلينا كالينينا لاعبة كرة مضرب أوكرانية.

## وفيات

### يونيو
- 4 يونيو – كاثرين عيسو (مواليد 1898) عالمة نبات من الولايات المتحدة الأمريكية.[1]

### أكتوبر
- 6 أكتوبر – يافينجي خالدي (مواليد 1917)